# エンペラーテトラ
エンペラーテトラ(学名：Nematobrycon palmeri)は、コロンビアに生息するカラシン目ネマトブリコン属に属する小型カラシン。体長は5cm程。
ネマトブリコン属の魚としては他にレインボーテトラがいる。

## 特徴
体長4～5cm程。茶色の体に黒い太いラインが入り、褐色で縁取られた黄色がかったヒレを持つ。状態が良いと紫色を帯びている。雄の尾びれはフォーク状に上端、下端、中央が伸長する。眼はクリアブルーで、発情した雄の眼はとくによく発色する。
ある程度の協調性を持つが縄張り意識が強く、特に発情した雄は攻撃性が強くなる。高温や水質悪化に弱いため、水温を22～25℃程度に保った清浄な水を必要とする。

## 改良品種
改良品種としてブラックエンペラーテトラが知られている。この品種は全身がつやのない黒でおおわれており、頭部とヒレは黄色みがかっている。